# Duckesia verrucosa
Duckesia verrucosa (Ducke) Cuatrec. (nome comum: uxi-curuá) é uma espécie botânica pertencente à família Humiriaceae.